# Palazzo Podestà
Pour les articles homonymes, voir Podesta et Lomellini.
Le Palazzo Podestà, également appelé Palazzo Nicolosio Lomellini, est un édifice historique situé Via Garibaldi, au numéro 7, dans le centre historique de Gênes.
Depuis le 13 juillet 2006, le palais Podestà fait partie des 42 palais des Rolli inscrits dans la liste du patrimoine mondial de l'humanité de l'UNESCO.

## Histoire
Il est construit entre 1559 et 1565 par Giovanni Battista Castello dit le Bergamasco et Bernardo  Cantone pour Nicolosio Lomellino, membre d'une famille en pleine ascension économique et politique. Au début du XVIIe siècle, la propriété passa à la famille Centurione qui effectua une réorganisation interne de l'édifice, puis en 1748 aux Pallavicini, et enfin en 1865 à Andrea Podesta, plusieurs fois maire de Gênes entre 1866 et 1895.
Comme d'autres édifices génois, la façade et les plans intérieurs du palais (propriété, alors des Centurione) sont reproduits par Rubens et publiés dans  Palazzi di Genova.

## Galerie photographique

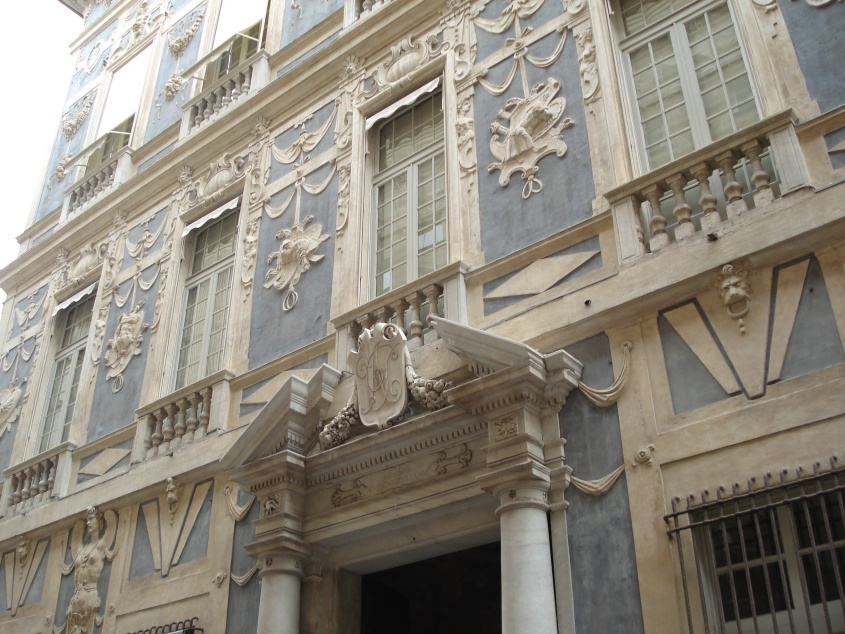
Décorations de la façade et de l'entablement du portail.
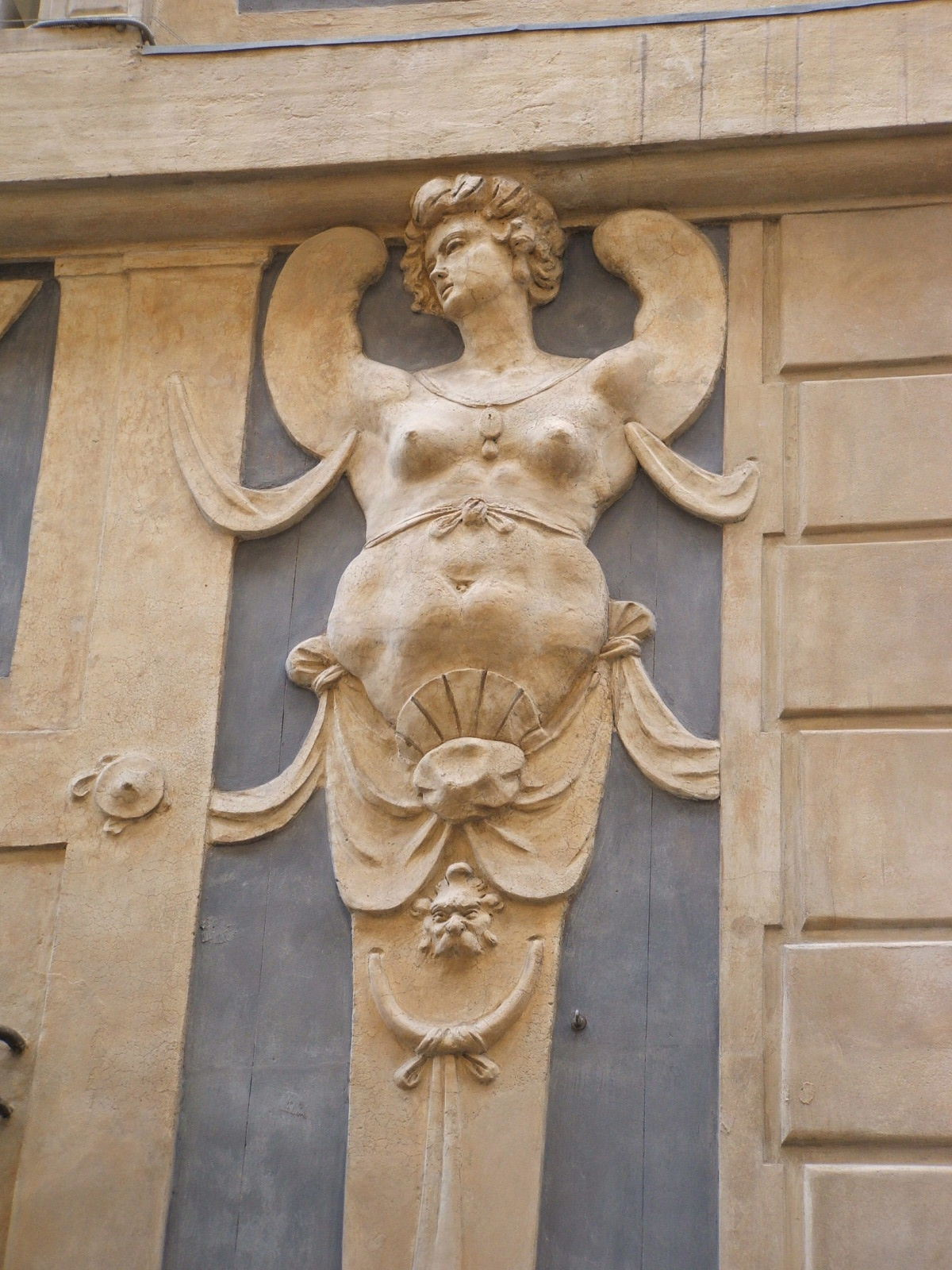
Détails de la façade.
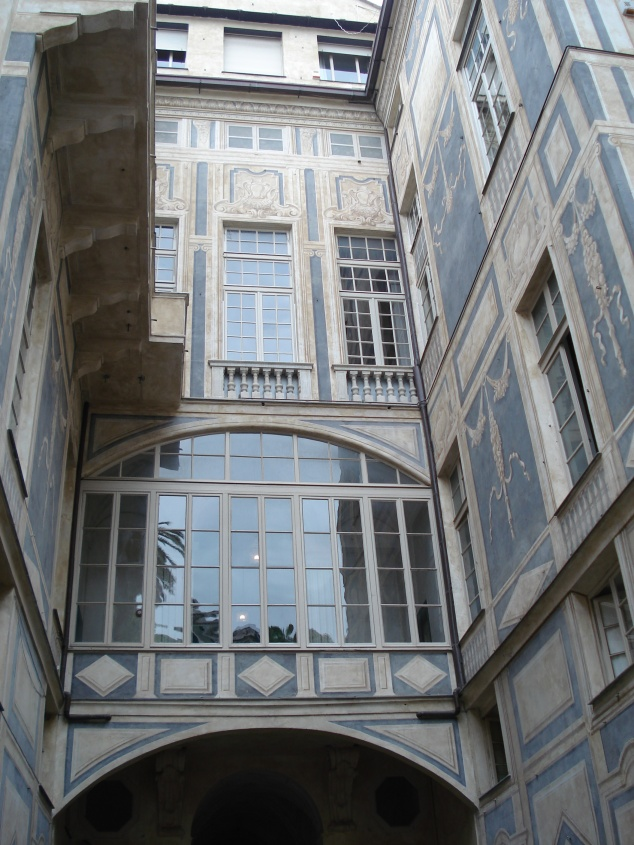
Une des cours intérieures.
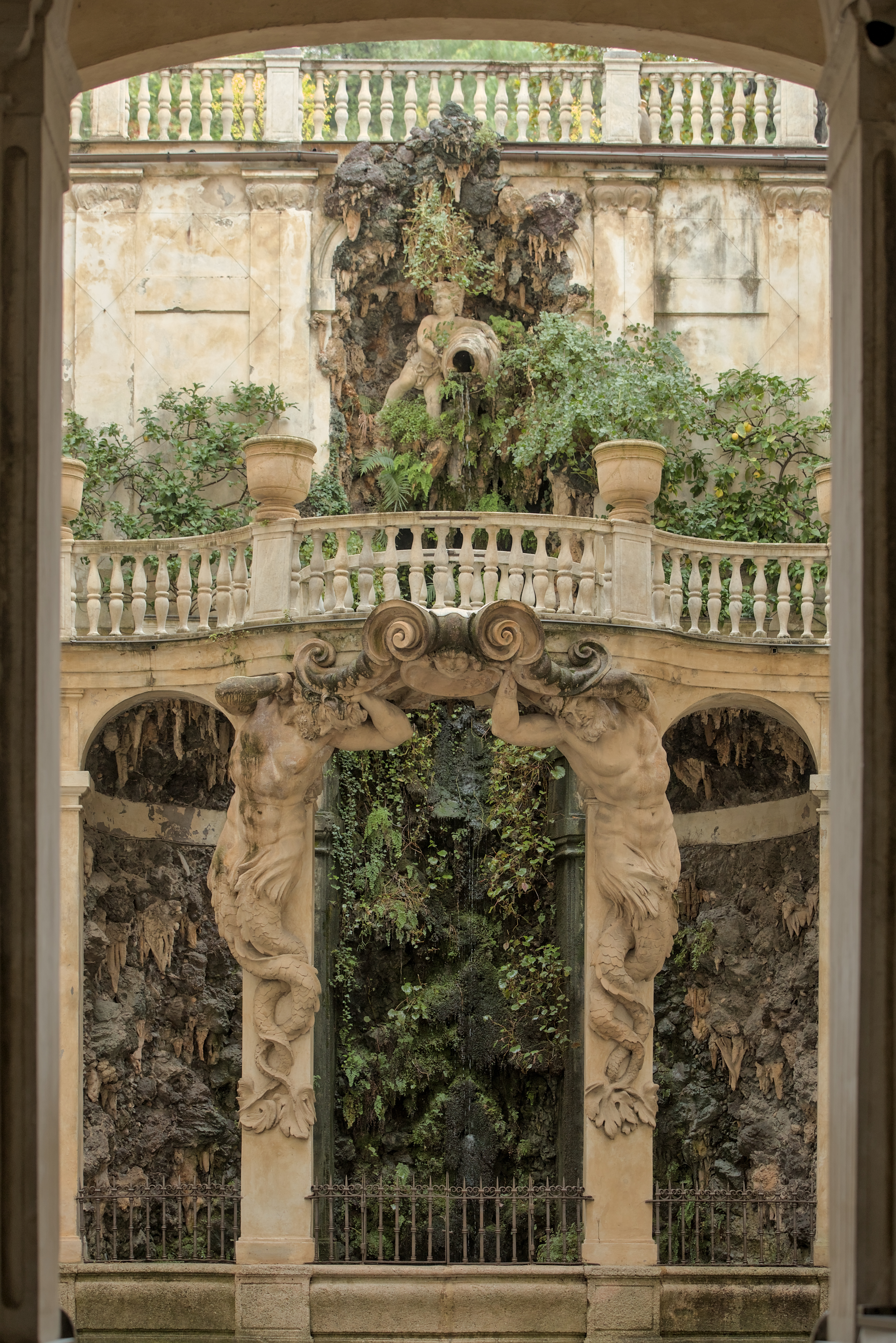
Le nymphée intérieur.
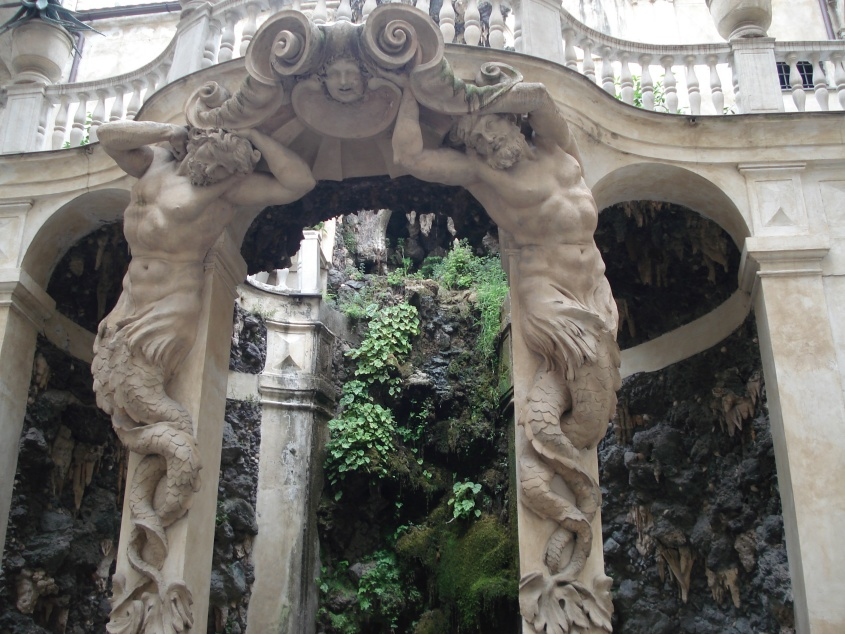
Phaétons du nymphée intérieur.

## Sources
- (it) Cet article est partiellement ou en totalité issu de l’article de Wikipédia en italien intitulé « Palazzo Podestà » (voir la liste des auteurs).
- Dessins d'origine, publiés dans Palazzi di Genova en 1622, (planche IX fig. 25, 26, 27).